# Juan García del Río
Juan García del Río (Cartagena de Indias, 1794-México, 1856) fue un diplomático, escritor y político colombiano, que formó parte del Consejo de Ministros que se encargó del poder ejecutivo mientras el general Domingo Caicedo se aprestaba a reasumirlo.

## Primeros años
Hijo del español Felipe García del Río, hizo sus estudios en Cádiz (España) desde los ocho años, abordando la especialidad en Letras, obteniendo la beca en 1810. En esa ciudad hizo parte de las tropas defensoras de la invasión de Napoleón sobre el país.
Llamado por su padre para que integrara el ejército realista que sostenía al régimen monárquico en Santa Marta, García del Río regresó al país en 1812, y aunque se mantuvo fiel a la causa que su padre le incitó, cambió de bando con la muerte de don Felipe por la convicción que le asistía. En 1814 fue nombrado secretario de José María del Real, embajador en Londres. En la época de la reconquista española de la Nueva Granada, pasó a Chile a trabajar con el gobierno local.

## Gobiernos australes
García del Río ocupó altos cargos en los gobiernos de Chile y Perú. Fue secretario de la sección de Relaciones Exteriores y subsecretario de Relaciones Exteriores del gobierno del director supremo O'Higgins (1817-1823) y secretario de relaciones exteriores del gobierno del general José de San Martín, con quien sostenía una gran amistad desde su estadía en Cádiz.
San Martín lo remitió a Perú como ministro de Gobierno y de Relaciones Exteriores, cargo desde el cual fundó la Biblioteca Nacional de Perú y expidió decretos sobre libertad de imprenta y nacionalización. Debido a su experiencia en la legación de la Nueva Granada en Londres que negoció la independencia de su tierra natal, asumió como ministro plenipotenciario de Perú en Europa para hacer lo propio con ese país.
Además, entre sus misiones en Perú estaban negociar un empréstito en Londres y conseguir la venida de un príncipe europeo (el duque de Sussex, un gran duque Romanov o el duque de Luca) para que asumiera el título de emperador constitucional para un posible Reino del Perú debido a las opiniones monárquicas de José de San Martín.

## Ascenso al poder
De regreso a su patria, publicó en 1829 sus reconocidas Meditaciones Colombianas, en las que apoyó firmemente la idea de establecer un sistema de monarquía constitucional en Colombia con Bolívar como regente, respaldando el sentido seguido por el Consejo de Ministros que se encontraba encargado del poder ejecutivo. Fue diputado al Congreso de 1830, el mismo que Bolívar denominó admirable. En él se opuso a la propuesta del Libertador de elegir a Joaquín Mosquera como presidente de Colombia.
Con el ascenso al poder del general Rafael Urdaneta, García Del Río asumió la Secretaría de  Relaciones Exteriores. Viéndose perdido el gobierno del dictador y forzado a negociar su salida del poder con el reivindicado general Caicedo, Urdaneta asistió acompañado por García Del Río a la entrevista del 26 de abril de 1831 en las Juntas de Apulo, en la cual se acordó que García Del Río, José María Del Castillo Rada y el general Florencio Jiménez actuarían como negociadores del gobierno para redactar con los delegados de Caicedo las condiciones de rendición.
García Del Río no se mantuvo conforme con la exigencia del bando contrario de reconocer el ejercicio del poder ejecutivo a partir del decreto que expidió el general Caicedo declarándose en esa posición. Expuso la inconstitucionalidad de ese proceder, pero al tratarse de un pensamiento que no permitiría llegar a una coincidencia, Castillo Rada intervino para proponer que podría presentar el general Urdaneta su renuncia al poder ante el Consejo de Estado y este cuerpo reconocer el nombre de Caicedo como encargado de la presidencia.
El 28 de abril fue firmado el que se denominó Pacto de Apulo, retirándose Urdaneta con sus acompañantes a Bogotá, a donde llegaron 2 días después. García Del Río pasó a integrar el Consejo de Estado para que este cuerpo recibiera la renuncia de Urdaneta e invitara a Caicedo a asumir el poder (generando una conducta constitucionalmente válida), pero Caicedo se mantuvo al margen del proceso sosteniendo la validez del decreto por el cual se había encargado el mismo del poder ejecutivo como vicepresidente.
El Consejo de Ministros, integrado por García Del Río, Castillo Rada, De Mendoza y Pey, se encargó colegiadamente del poder hasta cuando Caicedo llegó a Bogotá, el 3 de mayo de 1831. Mientras se hacía presente en la ciudad Alejandro Vélez, secretario designado de relaciones exteriores, Caicedo mantuvo a García Del Río en su cargo, y sostuvo su presencia en el Consejo de Estado.

## Últimos cargos
Como consejero, García del Río mantuvo su inmodificable opinión de hacer que el general Caicedo prestara juramento de posesión ante el Consejo de Estado por haber sido nombrado en el poder por este cuerpo. Caicedo hizo valer de nuevo su decreto de regreso al poder pero García Del Río insistió en que si Caicedo no tomaba juramento y mantenía su mandato anterior, la condición de facciosos para los seguidores de Urdaneta podía ser considerada y así desvirtuar el Pacto de Apulo, a lo que Caicedo respondió que respetaría lo acordado y para ello no requería del acto de juramento exigido por García Del Río. La negativa a llevar a cabo dicho procedimiento llevó con el tiempo a Caicedo a ceder a las presiones del general Obando que buscó por todos los medios desvirtuar el contenido del Pacto.
En 1833 fue nombrado ministro de Hacienda de Ecuador, durante la primera administración del general Juan José Flores, siendo uno de sus más notables defensores en la naciente prensa ecuatoriana, Flores al igual que García del Río habían sido fervorosos partidarios del Libertador en vida, luego sería ministro de Andrés de Santa Cruz y por último integró el gabinete del primer gobierno del presidente mexicano, general Antonio López de Santa Anna. Dejó un importante acervo de publicaciones que lo ubican como uno de los grandes aportantes de las ideas y promotores de la cultura americanas.
| Predecesor: Inicio del cargo | Ministro de Relaciones Exteriores del Perú 12 de febrero de 1821 - 25 de octubre de 1821 | Sucesor: Bernardo Monteagudo   |
| Predecesor: Pío Tristán      | Ministro del Hacienda del Estado Nor-Peruano 17 de agosto de 1836 - 31 de enero de 1837  | Sucesor: José Gregorio Paredes |